# Пуйи-сюр-Сон
Пуйи́-сюр-Сон (фр. Pouilly-sur-Saône) — коммуна во Франции, находится в регионе Бургундия. Департамент коммуны — Кот-д’Ор. Входит в состав кантона Сёр. Округ коммуны — Бон.
Код INSEE коммуны — 21502.

## Население
Население коммуны на 2010 год составляло 667 человек.
| 1962 | 1968 | 1975 | 1982 | 1990 | 1999 | 2010 |
| ---- | ---- | ---- | ---- | ---- | ---- | ---- |
| 786  | 719  | 583  | 518  | 539  | 591  | 667  |

## Экономика
В 2010 году среди 421 человек трудоспособного возраста (15—64 лет) 315 были экономически активными, 106 — неактивными (показатель активности — 74,8 %, в 1999 году было 72,6 %). Из 315 активных жителей работали 271 человек (135 мужчин и 136 женщин), безработных было 44 (27 мужчин и 17 женщин). Среди 106 неактивных 35 человек были учениками или студентами, 44 — пенсионерами, 27 были неактивными по другим причинам.